# 大巴六九山
大巴六九山，又名太巴六九山，位於臺灣臺東縣卑南鄉泰安村與利嘉村交界處，峰頂海拔1,061公尺，原為2003年版台灣小百岳之一，但已於2006年被除名。該山峰地處太平溪與利嘉溪的分水嶺上，立有三等三角點7144號。山頂設有基地台。東南山麓為卑南族的大巴六九部落所在地，故名。